# Lukas Oberhausen
Lukas Oberhausen (ur. 3 grudnia 1990 r. w Koblencji) – niemiecki wioślarz.

## Osiągnięcia
- Mistrzostwa Świata – Poznań 2009 – ósemka wagi lekkiej – 6. miejsce.